# Hajtóka (rever)
A hajtóka vagy más néven rever a kabát vagy dzseki elején lévő, visszahajtott szövetvég és legtöbbször formális öltözeteken vagy zakókon található. Három alapvető típusa van nyitott, a  hegyes vagy zárt és a sálhajtóka.

## A hajtókák típusai

Nyitott hajtóka

### Nyitott hajtóka
Itt a gallér szöget zár be a hajtókával, ami egy lépcsős hatást eredményez, innen is ered a brit angol elnevezése: step collar. Ez az alap hajtóka az egysoros gombolású öltönyöknél és közel az összes öltönyzakónál, blézeren és sportzakón. A kivágás mérete, szélessége igen változó.

Hegyes hajtóka

### Hegyes hajtóka
Ez a legformálisabb megoldás leggyakrabban kétsoros gombolású zakóknál és szinte mindig együtt jár a formális kabátokkal mint például frakk, zsakett, és gyakorta előfordul szmokingoknál is.

Sál hajtóka

### Sálhajtóka
A sálhajtóka az egyedüli varrás nélküli hajtóka. Eredetileg a viktoriánus smoking jacketen volt használatos, mostanság a szmokingokon szokták alkalmazni. Ez egy egyszerű informális esti viselet, mely készülhet formálisabb és kevésbé formális formában is.